# Abbaye de Reinfeld
L'abbaye de Reinfeld était une abbaye cistercienne située en Allemagne, à Reinfeld, dans le Land de Schleswig-Holstein. Elle faisait partie de l'ancien diocèse de Lübeck (de).

## Histoire
L'abbaye de Reinfeld est fondée en 1186 sous le nom d'abbaye de Reynevelde quand Adolphe III de Holstein fait venir des moines de l'abbaye de Loccum (de). Le 11 mai 1189, l'empereur Frédéric Barberousse signe une charte[précision nécessaire]. En novembre 1190, Hartmannus est choisi comme le premier abbé de douze moines. L'abbaye est définitivement consacrée en 1236.
Le monastère, grâce à la clairvoyance de ses abbés, devient rapidement l'un des plus riches et des plus prestigieux en Allemagne du Nord avec de vastes terres autour de la mer Baltique et les marais salants de Lunebourg. Les moines élèvent des carpes dans les étangs, jusqu'à une soixantaine. L'abbaye a aussi une influence politique par des accords avec la principauté épiscopale de Lübeck et le Duché de Holstein.
Lors de la guerre du comte, l'abbaye est dissoute en 1534 par Marx Meyer (de). Face à la Réforme, l'abbé obtient en 1554 une lettre de protection de Charles Quint. En 1582, l'abbé Johann Kule abandonne le monastère à Jean de Schleswig-Holstein-Sonderbourg, le lieu est sécularisé. Le duc démolit les bâtiments et fait construire à la place un château entre 1599 et 1604. Il utilise les pierres pour cette demeure et d'autres bâtisses. L'église abbatiale disparaît complètement par une rupture d'une digue demandée par le duc. À sa place, une église plus petite est bâtie.